# Altobeli da Silva
Altobeli da Silva, född 3 december 1990, är en friidrottare från Brasilien. Han deltog vid olympiska sommarspelen 2016 och olympiska sommarspelen 2020.